# وادي السفنة (ذي السفال)

تعديل مصدري - تعديل

وادي السفنة محلة تابعة لقرية السفنة، التابعة لعزلة خنوة بمديرية ذي السفال إحدى مديريات محافظة إب في الجمهورية اليمنية، بلغ تعداد سكانها 395 حسب تعداد اليمن لعام 2004.